# Зевс Громовержец (созвездие)
Зевс Громове́ржец — созвездие приполярной области северного полушария неба. Было предложено неизвестным автором в 1575 году как северный контрапункт гипотетического созвездия Фаэтон южного полушария. Созвездие, изображающее владыку олимпийского пантеона древнегреческой мифологии Зевса, использовалось в росписях куполов нескольких соборов второй половины XVI века. У астрономов признания не получило и было быстро забыто.
Располагалось на месте современного созвездия Жираф.